# Puabi
Puabi (em acádio: 𒅤𒀜; romaniz.: pu3-AD ou Pu-abi; lit.  "Palavra de meu pai"), também chamada de Shubad ou Shudi-Ad devido a uma interpretação errônea de Sir Charles Leonard Woolley, foi uma mulher importante na cidade suméria de Ur, durante o Primeira dinastia de Ur (c. 2.600 aC). Comumente rotulada como "rainha", seu status ainda é controverso, embora vários selos cilíndricos em sua tumba, rotulados como sepultura PG 800 no Cemitério Real de Ur, a identifiquem pelo título de "nin" ou "eresh", uma palavra suméria que denota uma rainha ou sacerdotisa.
O selo de Puabi não a relaciona a nenhum rei ou marido, possivelmente indicando que ela governou por direito próprio. Sugere-se que ela fosse a segunda esposa do rei Mescalandugue. O fato de Puabi, ela mesma uma acadiana semita, ter sido uma figura importante entre os sumérios, indica um alto grau de intercâmbio cultural e influência entre os antigos sumérios e seus vizinhos semitas. Embora pouco se saiba sobre a vida de Puabi, a descoberta de seu túmulo e do poço de morte revela informações importantes e também levanta questões sobre a sociedade e a cultura mesopotâmicas.

## Túmulo
O arqueólogo britânico Leonard Woolley descobriu a tumba de Puabi, que foi escavada entre 1922 e 1934 por uma equipe conjunta patrocinada pelo Museu Britânico e pelo Museu de Arqueologia e Antropologia da Universidade da Pensilvânia. A equipe de Woolley incluiu sua esposa e colega arqueóloga, Katharine Woolley, que desenhou os diagramas detalhados do local. O túmulo de Puabi foi encontrado junto com aproximadamente 1.800 outros túmulos no Cemitério Real de Ur. O túmulo de Puabi foi único entre as outras escavações, não só devido ao grande número de bens funerários de alta qualidade e bem preservados, mas também porque o seu túmulo permaneceu intocado por saqueadores ao longo dos milênios.

## Objetos
O número de bens funerários que Woolley descobriu na tumba de Puabi foi impressionante. Eles incluíam um pesado cocar, dourado, feito de folhas, anéis e pratos dourados; uma lira soberba (ver Liras de Ur) completa com uma cabeça de touro barbudo dourada e incrustada de lápis-lazúli; uma profusão de talheres de ouro; contas cilíndricas de ouro, cornalina e lápis-lazúli usadas em colares e cintos extravagantes; uma carruagem adornada com cabeças de leoa em prata e uma abundância de prata, lápis-lazúli e anéis e pulseiras de ouro, bem como seu cocar, um cinto feito de anéis de ouro, contas de cornalina e lápis-lazúli e outros anéis e brincos diversos. O cocar de Puabi inspirou-se na natureza nos seus motivos florais composto por fitas e folhas douradas, contas de lápis-lazúli e cornalina e flores douradas.

## O "Poço da Morte"

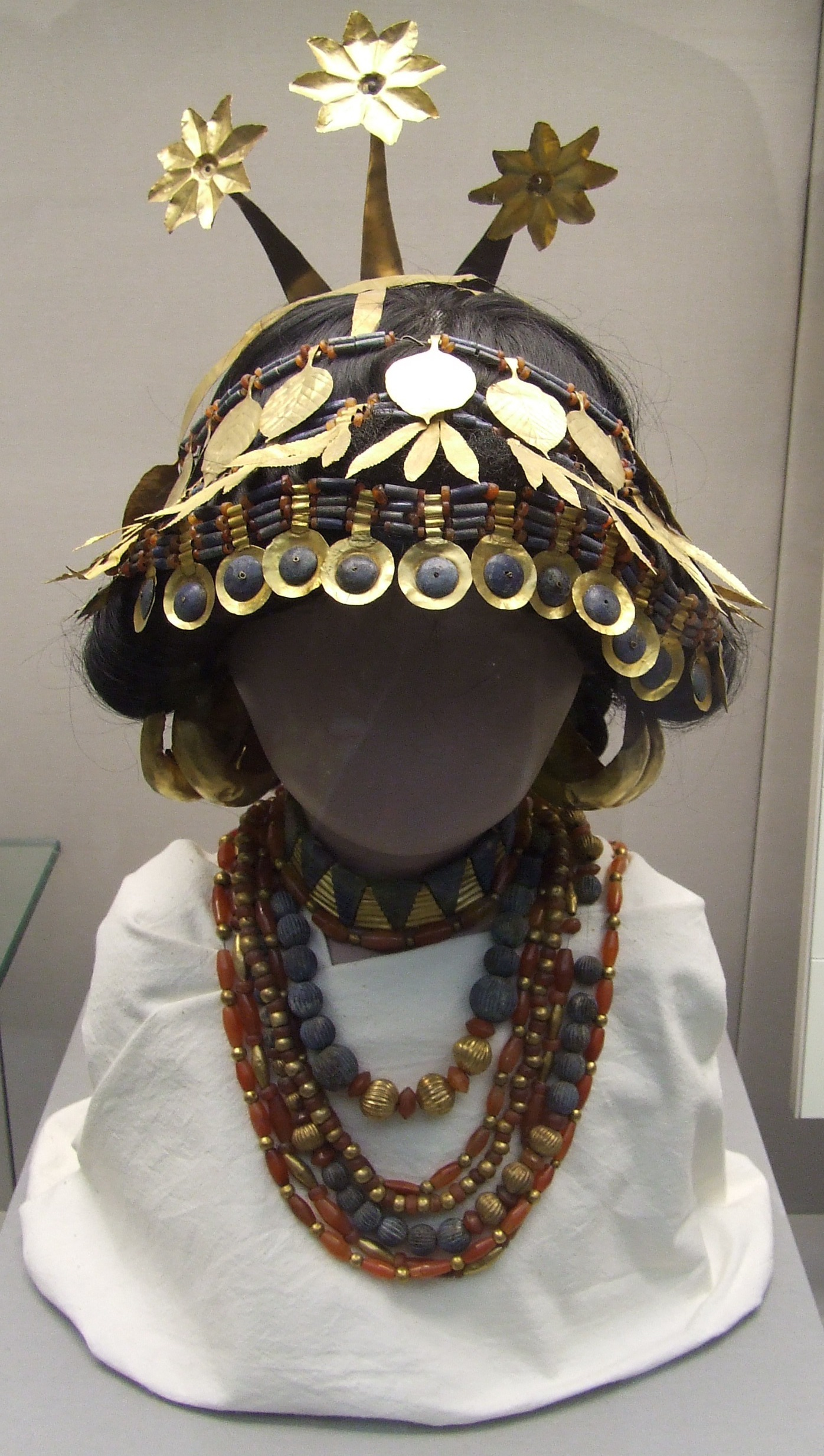
Colares do cocar sumérios reconstruídos encontrados na tumba de Puabi em três de seus assistentes, guardados no Museu Britânico

Uma série de "covas de morte" também foram encontradas fora das câmaras, bem como acima da câmara de Puabi, levantando questões sobre a função primordial das covas de morte a Puabi em especial. O maior e mais conhecido poço da morte continha 74 assistentes, 6 homens e 68 mulheres, todos adornados com várias decorações de ouro, prata e lápis-lazúli, e uma mulher que parecia estar adornada de forma mais elaborada do que as outras. Ela foi enterrada com 52 assistentes: servos, guardas, leões, um cavalo, uma carruagem e vários outros corpos, provavelmente empregados ou escravos que o Leonard Woolley acreditava terem se envenenado (ou teriam sido envenenados por outros) para servir sua soberana no além morte. Na câmara de Puabi, foram encontrados os restos mortais de outras três mulheres, e esses servos pessoais tinham seus próprios adornos menores. A cova encontrada acima da câmara de Puabi continha 21 assistentes, uma elaborada harpa ou lira, uma carruagem e o que restou de um grande baú com itens de higiene pessoal. Devido à localização das fossas e à falta geral de provas, não se sabe se essas câmaras podem estar diretamente ligadas a Puabi.

## Teorias sobre a causa da morte
Evidências obtidas por tomografias computadorizadas do Museu da Universidade da Pensilvânia sugerem que alguns dos sacrifícios foram provavelmente violentos e causados por traumatismo contundente. Uma ferramenta pontiaguda e pesada poderia explicar os padrões de estilhaços nos crânios que resultaram em morte, enquanto uma pequena ferramenta semelhante a um martelo também foi encontrada, recuperada e catalogada por Woolley durante sua escavação original. O tamanho e o peso da ferramenta se ajustam aos danos sofridos nos dois corpos examinados por Aubrey Baadsgaard, doutorando na Universidade da Pensilvânia. Também foi observado cinábrio, ou resíduo de vapor de mercúrio, que teria sido utilizado para prevenir ou retardar a decomposição dos corpos até a realização dos ritos funerários necessários.

## Vestígios
Os restos físicos de Puabi, incluindo pedaços do crânio gravemente danificado, são mantidos no Museu de História Natural de Londres. Os achados escavados da expedição de Woolley foram divididos entre o Museu Britânico em Londres, o Museu da Universidade da Pensilvânia em Filadélfia, Pensilvânia, e o Museu Nacional do Iraque. Várias peças do tesouro foram saqueadas do Museu Nacional após a Guerra do Iraque, em 2003. Várias das peças mais espetaculares do túmulo de Puabi foram apresentadas em uma visita de grande sucesso ao Museu de Arte e História pelo Reino Unido e pelos Estados Unidos.